# Amanda Sørensen
Amanda Sørensen (nascida em 18 de novembro de 1985) é uma ex-ciclista de BMX amadora dinamarquesa, que já participou em mais de 300 circuitos de BMX em toda a Austrália, nos Estados Unidos, Brasil e Europa. Antes de se aposentar do esporte em setembro de 2009, Sørensen também representou sua nação nos Jogos Olímpicos de Pequim 2008.